# 安全保障協力に関する日豪共同宣言
安全保障協力に関する日豪共同宣言（あんぜんほしょうきょうりょくにかんするにちごうきょうどうせんげん、英：Japan-Australia Joint Declaration on Security Cooperation）は、日本とオーストラリアの2国間における安全保障の分野において協力する事を確認した軍事同盟。2007年（平成19年）3月13日、安倍晋三首相とジョン・ハワードオーストラリア首相との間で署名された。略称は日豪安保共同宣言など。

## 概説
日本とオーストラリアは、アメリカ合衆国と緊密な軍事関係を構築しており、首脳会談も他国と比べて頻繁に行われている。また、自衛隊がイラクに派遣された際には、サマーワでオーストラリア軍と共に復興活動に従事するなど関係は良好であった。
共同宣言は日豪両国の関係をさらに進め、「包括的な戦略関係」を構築する目的で署名された。日本が米国以外と安全保障に関する関係強化を明文化したのは戦後初めてである。

## 内容
日本とオーストラリアは、共に民主主義という価値並びに人権、自由及び法の支配に対するコミットメント、共通の安全保障上の利益、相互への尊敬、信頼並びに深い友情関係に基づくことを確認した上で、安全保障の分野においての関係強化を決定した。
協力の分野は以下の9項目。
1. 国境を越える犯罪との戦いに関する法執行（麻薬・前駆物質の不正取引、密入国及び人身取引、通貨偽造、並びに武器の密輸を含む。）
2. 国境の安全
3. テロ対策
4. 軍縮並びに大量破壊兵器及びその運搬手段の拡散対抗
5. 平和活動
6. 戦略的評価及び関連する情報の交換
7. 海上及び航空の安全確保
8. 災害救援を含む人道支援活動
9. 感染症大流行の発生時を含む緊急事態対応計画

また、他の実施項目として外務大臣間、防衛大臣間の対話を年次ベースで開催し、さらに外務・防衛両省の合同対話（2プラス2）を強化することなどが盛り込まれている。